# Тишківка (Гайсинський район)
Ти́шківка — село в Україні, у Краснопільській сільській громаді Гайсинського району Вінницької області. Розташоване за 16 км на схід від міста Гайсин та за 2 км від автошляху М30. Населення становить 109 осіб (станом на 1 січня 2017 р.).

## Історія
7 (20) листопада 1917 року, відповідно до Третього Універсалу Української Центральної Ради, увійшло до складу Української Народної Республіки.

## Населення

### Мова
Розподіл населення за рідною мовою за даними перепису 2001 року:
| Мова       | Відсоток |
| ---------- | -------- |
| українська | 97,79%   |
| російська  | 1,77%    |
| румунська  | 0,44%    |

## Галерея

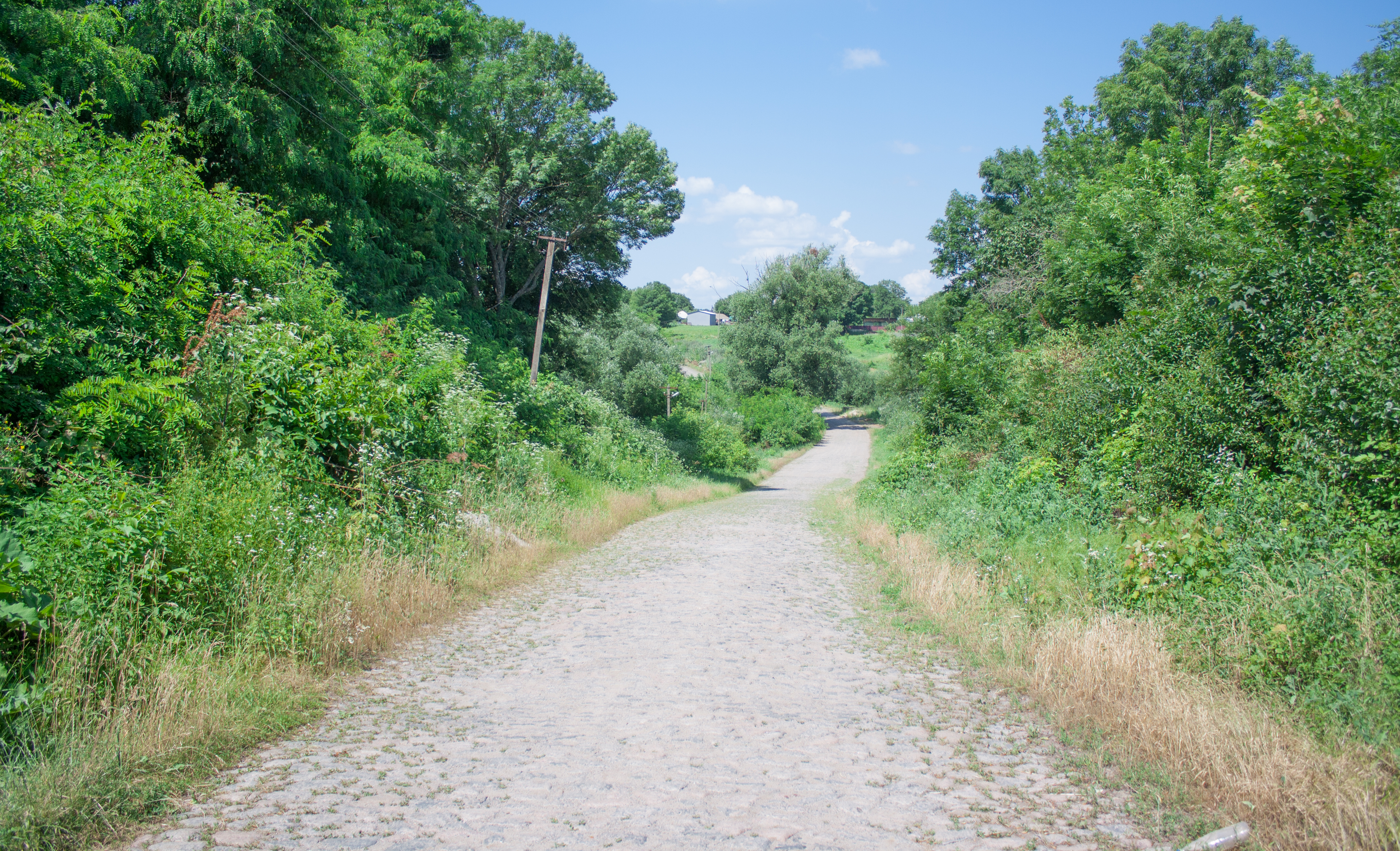
Головна вулиця
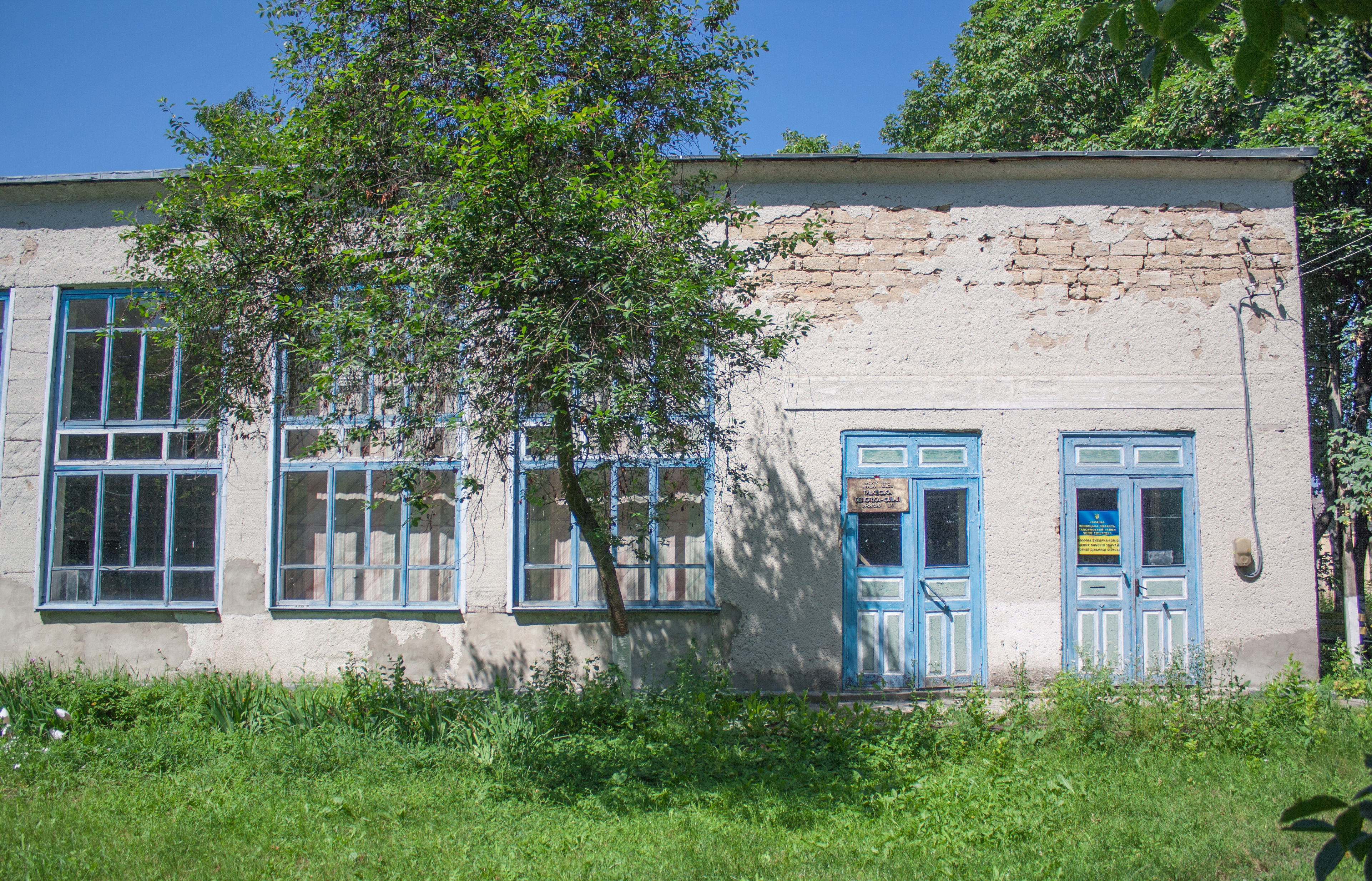
Будинок культури
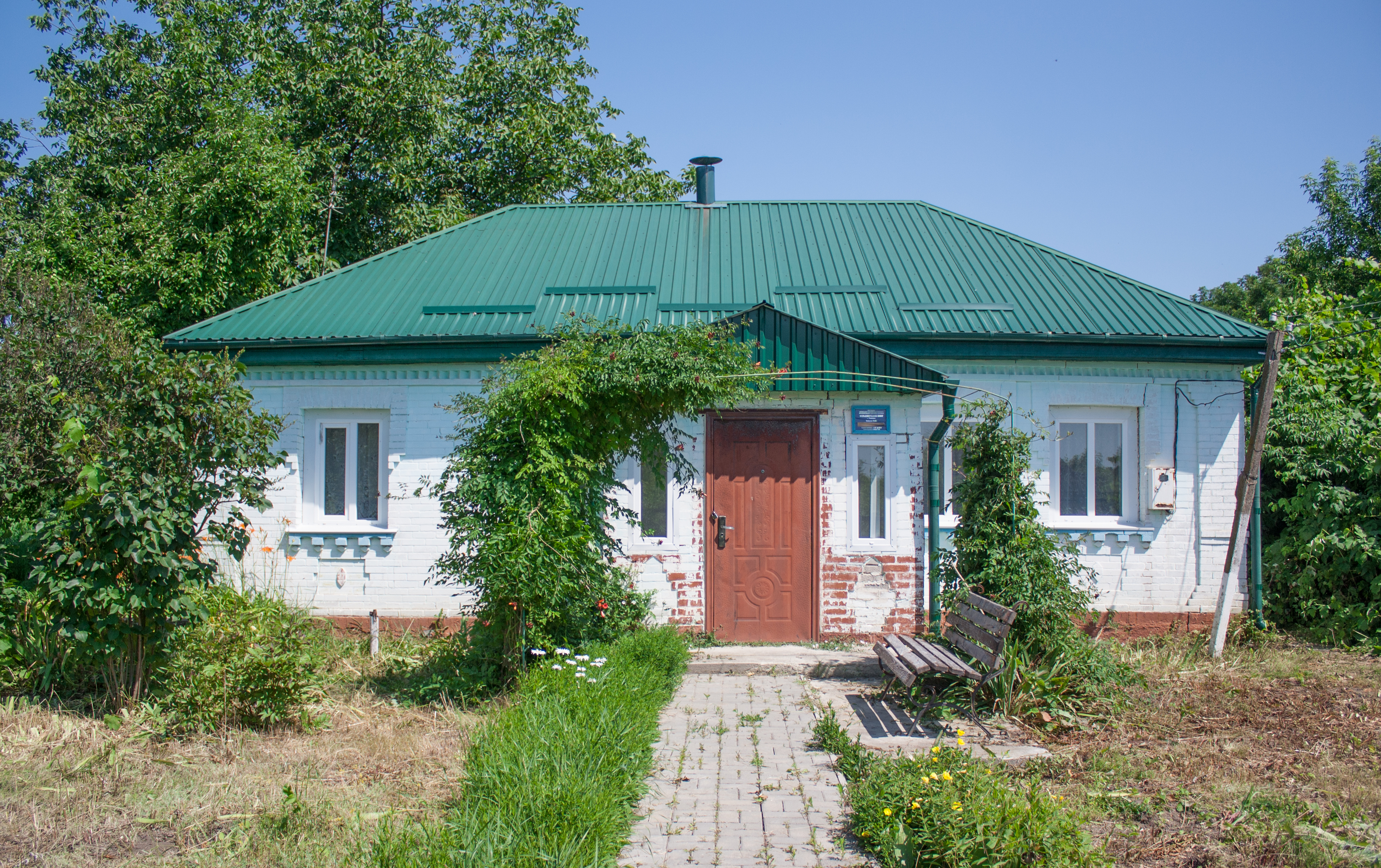
Фельдшерський пункт
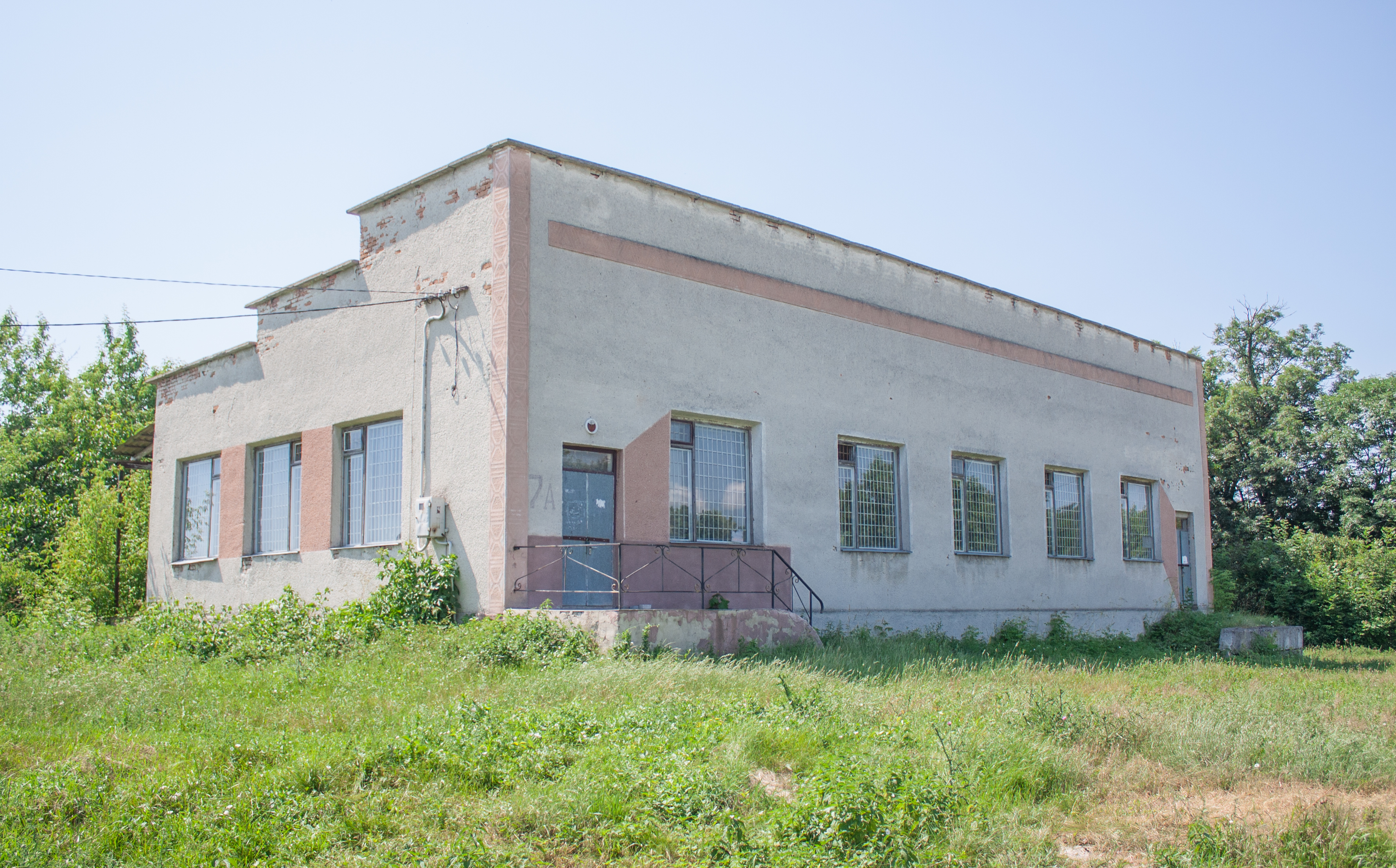
Магазин
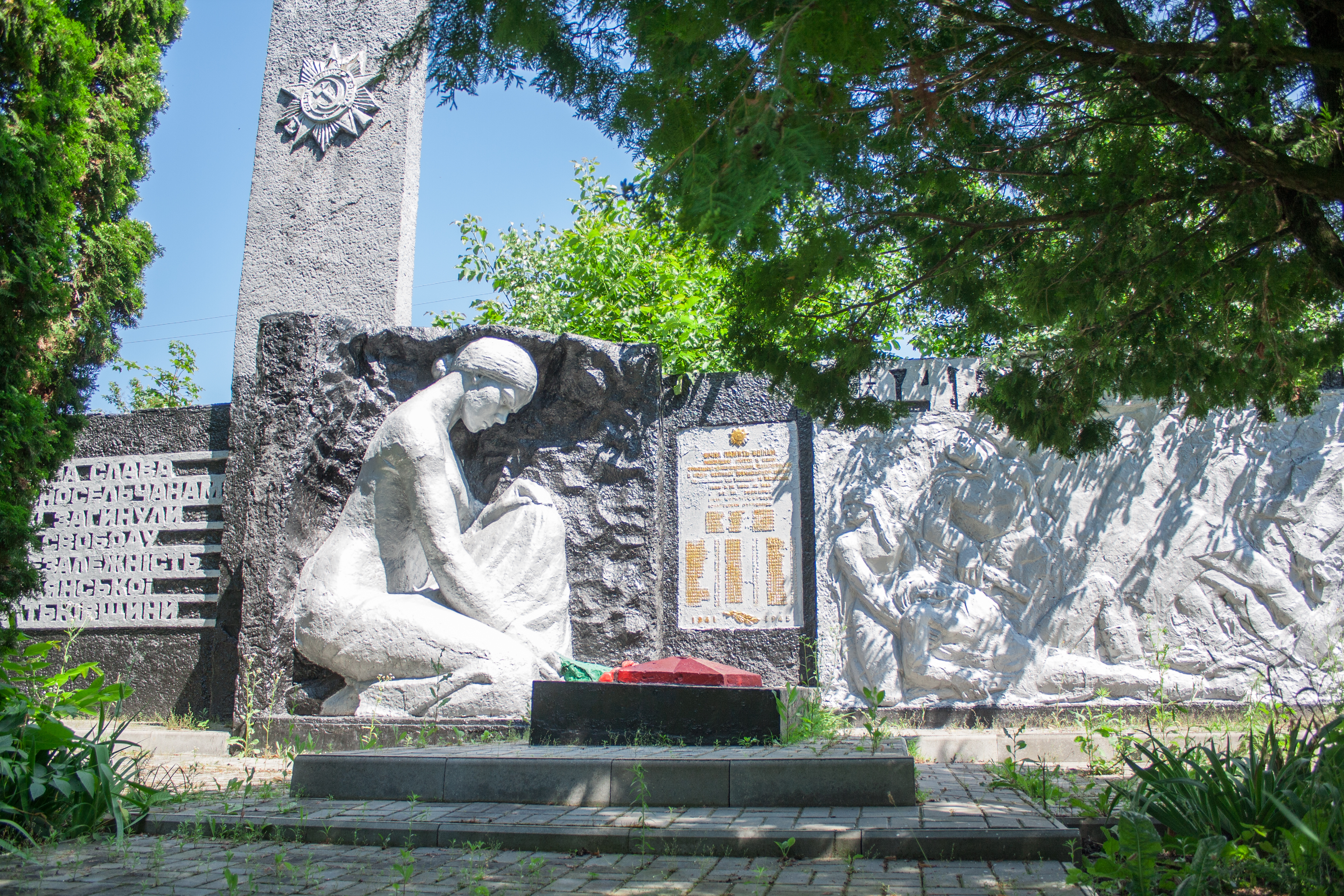
Пам'ятник воїнам-односельчанам